# 棒丝壳
棒丝壳（学名：Typhulochaeta japonica）是属于白粉菌目白粉菌科棒丝壳属的一种真菌，寄生在栎属植物上。该种分布于中国、日本。